# Киуза ди Пезио
Киу̀за ди Пѐзио (на италиански: Chiusa di Pesio; на пиемонтски: la Ciusa, ла Чуза, на окситански: Chuza, Чуза) е малко градче и община в Северна Италия, провинция Кунео, регион Пиемонт. Разположено е на 575 m надморска височина. Населението на общината е 3783 души (към 2010 г.).